# Gérard Haché
Pour les articles homonymes, voir Haché.
Gérard Haché (17 mars 1925 à Saint-Isidore (Nouveau-Brunswick)-22 septembre 2017 dans la même ville) est un homme d'affaires et homme politique canadien.

## Biographie
Gérard Haché est né le 17 mars 1925 à Saint-Isidore au Nouveau-Brunswick. Son père est André Haché et sa mère est Clarice Haché. Il épouse Médora Haché le 3 août 1950 et le couple a six enfants.
À 17 ans, Haché quitte son village natal et part à Montréal pour travailler dans la construction de navires de guerre à Sorel, au Québec.  Il suit un cours de soudure électrique offert par la compagnie, mais en 1943, il entre dans les forces armées canadiennes.  Après la Seconde Guerre mondiale, il retourne à Saint-Isidore et se lance dans la vente de tracteurs.  Quelques années plus tard, il s'associe avec son frère et fonde la compagnie G. G. Haché et frères ltée, comprenant une section de vente de produits pétroliers.
Il est député de Gloucester à l'Assemblée législative du Nouveau-Brunswick de 1967 à 1970 en tant que libéral. Il est aussi conseiller municipal du comté de Kent de 1956 à 1962.
Il est membre des Chevaliers de Colomb et du Musée de Saint-Isidore.
Il publie ses mémoires, Sur la route de ma vie, aux Éditions de la Francophonie en 2003.